# Phyllogobius platycephalops
Phyllogobius platycephalops és una espècie de peix de la família dels gòbids i de l'ordre dels perciformes.

## Morfologia
- Els mascles poden assolir 5 cm de longitud total.
- Aleta caudal arrodonida.[2][3][4]

## Hàbitat
És un peix marí, de clima tropical i associat als esculls de corall.

## Distribució geogràfica
Es troba a Moçambic, Indonèsia, les Filipines, Salomó i la Gran Barrera de Corall.

## Observacions
És inofensiu per als humans.